# Едзіо Паскутті
Еціо Паскутті (італ. Ezio Pascutti, * 1 червня 1937, Мортельяно) — колишній італійський футболіст, фланговий півзахисник. По завершенні ігрової кар'єри — футбольний тренер.
Як гравець насамперед відомий виступами за клуб «Болонья», а також національну збірну Італії.
Чемпіон Італії. Володар Кубка Мітропи. 

## Клубна кар'єра
Вихованець футбольної школи клубу «Поццуоло».
У дорослому футболі дебютував 1955 року виступами за команду клубу «Болонья», кольори якої і захищав протягом усієї своєї кар'єри гравця, що тривала цілих п'ятнадцять років.  Більшість часу, проведеного у складі «Болоньї», був основним гравцем команди. У складі «Болоньї» був одним з головних бомбардирів команди, маючи середню результативність на рівні 0,44 голу за гру першості. За цей час виборов титул чемпіона Італії, ставав володарем Кубка Мітропи.

## Виступи за збірну
1958 року дебютував в офіційних матчах у складі національної збірної Італії. Протягом кар'єри у національній команді, яка тривала 10 років, провів у формі головної команди країни лише 17 матчів, забивши 8 голів. У складі збірної був учасником чемпіонату світу 1962 року у Чилі, чемпіонату світу 1966 року в Англії.

## Кар'єра тренера
Розпочав тренерську кар'єру невдовзі по завершенні кар'єри гравця, 1972 року, очоливши тренерський штаб клубу «Баракка Луго».
В подальшому очолював команди клубів «Сассуоло» та «Руссі».
Останнім місцем тренерської роботи був клуб «Сассуоло», команду якого Еціо Паскутті очолював як головний тренер до 1987 року.
| Дата       | Місто      | Господарі | Результат | Гості          | Турнір             | Голи | Примітки         |
| ---------- | ---------- | --------- | --------- | -------------- | ------------------ | ---- | ---------------- |
| 09/11/1958 | Париж      | Франція   | 2 – 2     | Італія         | товариський матч   | -    |                  |
| 07/06/1962 | Сантьяго   | Італія    | 3 – 0     | Швейцарія      | ЧС 1962 - 1-й етап | -    |                  |
| 11/11/1962 | Відень     | Австрія   | 1 – 2     | Італія         | товариський матч   | 2    |                  |
| 02/12/1962 | Болонья    | Італія    | 6 – 0     | Туреччина      | Відбір до ЧЄ 1964  | -    |                  |
| 13/10/1963 | Москва     | СРСР      | 2 – 0     | Італія         | Відбір до ЧЄ 1964  | -    |                  |
| 11/04/1964 | Флоренція  | Італія    | 0 – 0     | Чехословаччина | товариський матч   | -    |                  |
| 05/12/1964 | Болонья    | Італія    | 3 – 1     | Данія          | товариський матч   | 2    |                  |
| 13/03/1965 | Гамбург    | ФРН       | 1 – 1     | Італія         | товариський матч   | -    | замінений на 45' |
| 16/06/1965 | Мальме     | Швеція    | 2 – 2     | Італія         | товариський матч   | 1    | замінений на 75' |
| 23/06/1965 | Гельсінкі  | Фінляндія | 0 – 2     | Італія         | Відбір до ЧС 1966  | -    |                  |
| 27/06/1965 | Будапешт   | Угорщина  | 2 – 1     | Італія         | товариський матч   | -    | замінений на 8'  |
| 07/12/1965 | Неаполь    | Італія    | 3 – 0     | Шотландія      | Відбір до ЧС 1966  | 1    |                  |
| 14/06/1966 | Болонья    | Італія    | 6 – 1     | Болгарія       | товариський матч   | -    | замінений на 60' |
| 22/06/1966 | Турин      | Італія    | 3 – 0     | Аргентина      | товариський матч   | 2    |                  |
| 29/06/1966 | Флоренція  | Італія    | 5 – 0     | Мексика        | товариський матч   | -    | замінений на 45' |
| 16/07/1966 | Сандерленд | СРСР      | 1 – 0     | Італія         | ЧС 1966 - 1-й етап | -    |                  |
| 25/06/1967 | Бухарест   | Румунія   | 0 – 1     | Італія         | Відбір до ЧЄ 1968  | -    |                  |
| Усього     |            | Матчів    | 17        |                | Голів              | 8    |                  |

## Титули і досягнення
- Чемпіон Італії (1):

«Болонья»:  1963/1964
- Володар Кубка Мітропи (1):

«Болонья»:  1961